# Скулем, Туральф
Туральф Альберт Скулем (норв. Thoralf Albert Skolem, в ранних переводах транслитерируется как Торальф Сколем; 23 мая 1887, Сансвер — 23 марта 1963, Осло) — норвежский математик, основные работы — в области оснований математики и математической логики, также внёс заметный вклад в общую алгебру (теории решёток и колец), теорию чисел (теорию диофантовых уравнений) и философию математики.
С его именем связаны одно из ключевых утверждений в теории моделей — теорема Лёвенгейма — Скулема, философско-математический парадокс Скулема, а также скулемовская нормальная форма в логике первого порядка, теорема Скулема в комбинаторике, теорема Скулема — Нётер — фундаментальный результат в теории центральных простых алгебр. Профессор Университета Осло (1938—1957), президент Норвежского математического общества в 1950-е годы.

## Биография
Родился 23 мая 1887 года в небольшом городе Сансвере (норв. Sandsvær) в фюльке Бускеруд (ныне входит в состав Конгсберга). Отец — Эвен Скулем — был преподавателем начальной школы, но в основном семья занималась сельским хозяйством. В 1905 году окончил среднюю школу в Кристиании, по окончании школы сразу поступил в университет. Во время учёбы в университете с 1909 года работал ассистентом у физика Кристиана Биркеланда, к этому же периоду относятся первые научные публикации — совместные статьи с Биркеландом по лабораторному воспроизведению полярного сияния. В 1913 году окончил университет, защитив диплом по алгебре логики (норв. Undersøkelser innenfor logikkens algebra).
В период 1915—1916 годов стажировался в Гёттингене, в 1916 году вернулся в Университет Кристиании, где в 1918 году получил должность доцента математики. Основные работы того времени — разработка теории моделей, доказательство в 1920 году утверждения Лёвенгейма о том, что если множество предложений в счётном языке первого порядка имеет бесконечную модель, то оно имеет и счётную модель, ставшее известным как теорема Лёвенгейма — Скулема, в работе 1922 года обратил внимание на противоречивое суждение, связанное с этим утверждением, позднее получившее название парадокса Скулема.
В Норвегии тех времён учёная степень была необязательна для занятия преподавательских и научных должностей, поэтому Скулем долгое время не защищал диссертацию. Только в 1926 году он получил степень доктора философии с диссертацией о целочисленных решениях некоторых алгебраических уравнений и неравенств (нем. Einige Sätze über ganzzahlige Lösungen gewisser Gleichungen und Ungleichungen), формальным научным руководителем считался Аксель Туэ (скончавшийся за 4 года до защиты — в 1922 году).
С 1930 по 1938 год работал исследователем в только что созданном Институте Микельсена в Бергене, основной работой тех лет была монография по диофантовым уравнениям. В 1938 году вернулся в Университет Осло на должность профессора, где проработал до выхода на пенсию в 1957 году. После выхода на пенсию продолжал активную деятельность, совершил несколько поездок в университеты США.
Опубликовал в общей сложности около 200 работ по математике, 48 из них в период последних десяти лет работы в университете (1948 по 1957 год, в возрасте старше 60 лет). Наиболее важные труды по логике в 1970 году изданы Университетом Осло отдельной книгой.